# سومنی
شهر سومنی (به فرانسوی: Soumagne) در شهرستان لیئژ  در استان لیئژ  در منطقه فدرال والوون در کشور بلژیک واقع شده‌است.